# 諸娥

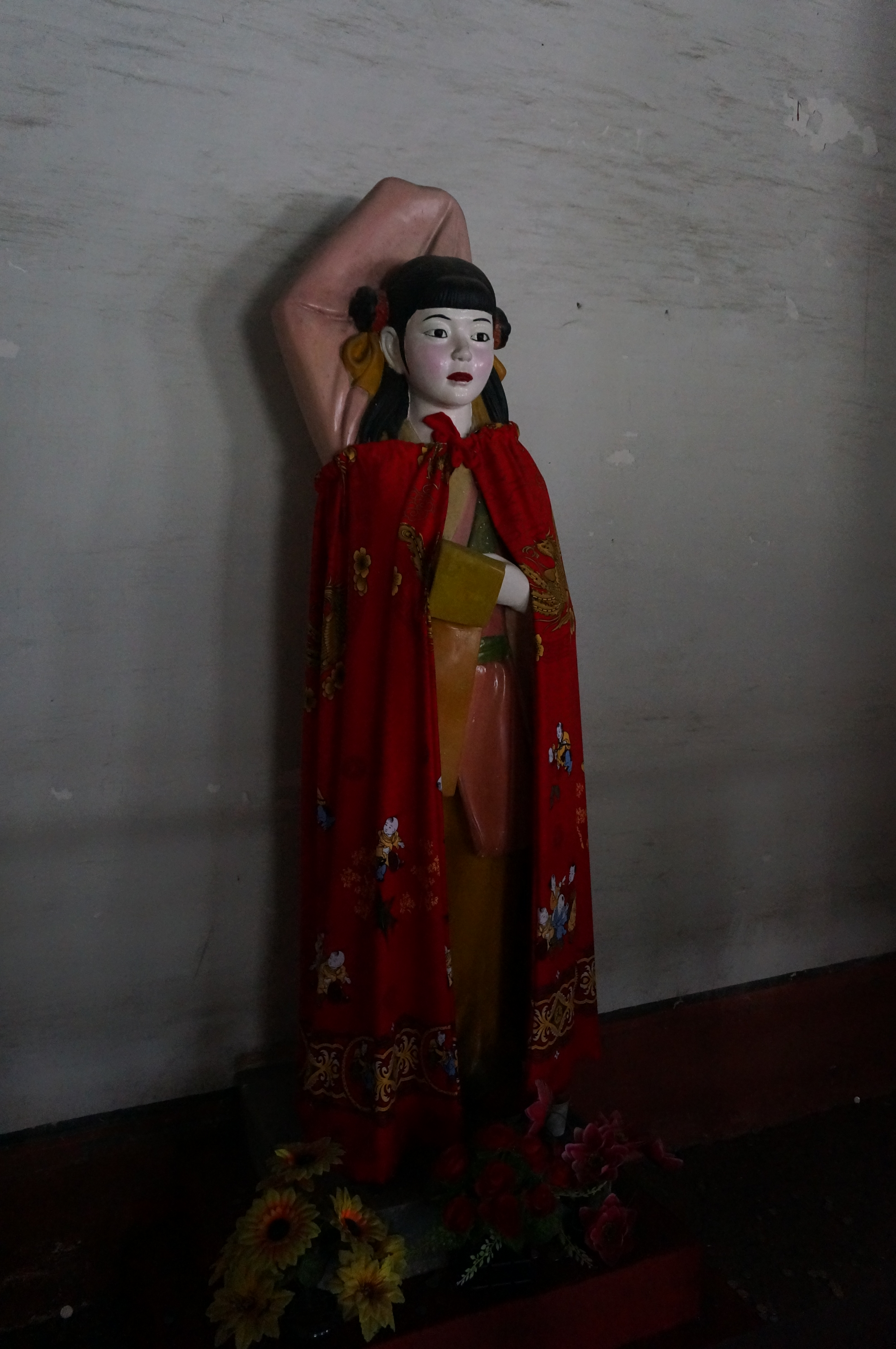
上虞曹娥庙曹府君祠内诸娥像。

諸娥（？年—？年），山陰縣（今浙江省紹興地區）人。諸士吉的女兒，洪武初年諸士吉擔任糧長。被人陷害本当斩，却因诸娥的救父行为让父亲保全性命，自己却因伤势过重而死去。

## 生平
有位狡猾而且欠糧的人到官府誣告諸娥的父親諸士吉。依照當時的法律要判死刑。諸娥的兄長諸炳和諸煥也被關到牢獄中。當時諸娥只有八歲，每日嚎啕大哭。後來諸娥和舅舅陶山長到京城裡去訴冤。當時有限制訴冤的法律。要訴冤的人要先到釘板上臥著。否則不予受理。諸娥便在釘板上翻來覆去。差點就死去。官吏們知道這件事後就馬上審問。結果只將她其中一位兄長充軍到邊疆。諸娥因傷重去世。鄉里的人都很悲慟。於是給她塑了肖像。供在曹娥廟裡。
萬曆四十五年（公元1617年），送諸娥入祀配享號三美祠（曹娥、朱娥、諸娥）。

## 延伸阅读
[在维基数据编辑]
 《明史卷三百〇一》，出自《明史》